# Polyrhachis gestroi
Polyrhachis gestroi är en myrart som beskrevs av Carlo Emery 1900. Polyrhachis gestroi ingår i släktet Polyrhachis och familjen myror.

## Underarter
Arten delas in i följande underarter:
- P. g. gestroi
- P. g. rufiventris